# Liste der salvadorianischen Botschafter in Belgien
Die Botschaft befindet sich in der 171 Avenue de Tervueren in Brüssel.
Der Botschafter in Brüssel ist regelmäßig auch in Luxemburg und bei der Europäischen Union akkreditiert.
| Ernennung/Akkreditierung (Diplomatie) | Botschafter               | Bemerkungen                                                  | ernannt von                | akkreditiert während der Regierung von | Posten verlassen |
| ------------------------------------- | ------------------------- | ------------------------------------------------------------ | -------------------------- | -------------------------------------- | ---------------- |
| 9. Apr. 1965                          | Ricardo Alvarado Gallardo | Sitz in Paris                                                | Eusebio Rodolfo Cordón Cea | Pierre Harmel                          | 24. Jan. 1974    |
| 16. Sep. 1980                         | Francisco A. Soler        |                                                              | José Napoleón Duarte       | Wilfried Martens                       | 1988             |
| 21. Feb. 1994                         | Mauricio Rosales Rivera   | 1986: Botschafter in London, 2003–2004: Botschafter in Otawa | Armando Calderón Sol       | Jean-Luc Dehaene                       |                  |
| 26. Nov. 1996                         | Joaquín Rodenzo Munguia   |                                                              | Armando Calderón Sol       | Jean-Luc Dehaene                       |                  |
| 27. Mai 2002                          | Héctor González Urrutia   | [ 2 ]                                                        | Francisco Flores Pérez     | Guy Verhofstadt                        | 8. Aug. 2011     |
| 6. Dez. 2011                          | Edgar Hernán Varela Alas  | Am 1. Juni 2010 ernannt                                      | Mauricio unes              | Yves Leterme                           |                  |